# محمد حمزة (سياسي)
محمد حمزة هو سياسي باكستاني، ولد في 20 مارس 1929 في غوجرا في باكستان. نشط حزبياً في الرابطة الإسلامية الباكستانية.